# Гельземий вечнозелёный
Гельземий вечнозелёный (лат. Gelsemium sempervirens) — растение семейства Гельземиевые, вид рода Гельземий, распространённое в Центральной Америке и в субтропических районах Северной Америки, где произрастает по морским побережьям и берегам рек.

## Биологическое описание

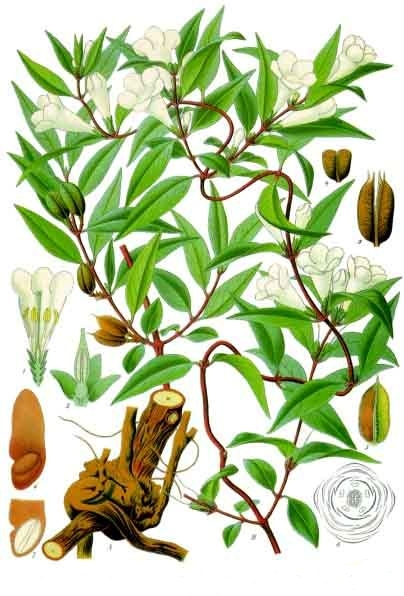
.

Это вьющийся кустарник высотой до 6 м с тонкими извилистыми ветвями. Листья супротивные цельнокрайные ланцетные кожистые тёмно-зелёные, сверху блестящие. Цветки супротивные крупные с приятным ароматом. Чашечка цветка короткая пятилистная. Венчик правильный колокольчатый пятилопастной, бледно-жёлтого цвета. Плод — красновато-коричневая коробочка с многочисленными семенами. Семена коричневые плоские с крупным тонким крылом. Корневище цилиндрическое изогнутое, местами вздутое с длинными тонкими корнями и горизонтальными подземными побегами.

## Химический состав
Корневище содержит смолы, а также алкалоиды, главный из них — гельсемин, обладающий стрихниноподобным действием.

## Использование
Настойка корневища применяется в качестве заменителя настойки семян чилибухи.